# Mongoliet
För andra betydelser, se Mongoliet (olika betydelser).
Mongoliet (mongoliska: Монгол улс) är en stat belägen i det inre av Asien, mellan Ryssland i norr och Kina i söder. Landet är indelat i 21 provinser (aimag) samt stadsområdet runt huvudstaden Ulan Bator. Mongoliet har också varit känt som ”Yttre Mongoliet” för att skilja det från Inre Mongoliet som är ett autonomt område i Kina.
Landet har milsvida öknar och stäpper, ett klimat med stora temperaturskillnader och en glest utspridd befolkning som fortfarande till viss del består av nomadiska boskapsherdar. På 1200-talet enade Djingis khan (1162–1227) de mongoliska folkstammarna och grundade världshistoriens största rike, som sträckte sig från Östeuropa till Stilla havet och i söder ned till den norra delen av den indiska subkontinenten. Det mongoliska riket föll samman 1368, då Mongoliet kom under kinesiskt herravälde. Efter revolutionen och inbördeskriget i Ryssland (1918–1922) fördrevs kineserna från landet och 1924 utropades Mongoliet till en folkrepublik efter sovjetiskt mönster. År 1961 blev landet medlem av Förenta nationerna. I dag, efter drygt 70 års kommunistiskt styre i skuggan av Sovjetunionen, försöker landet etablera en demokratisk regeringsform.
Geografiskt sett kan Mongoliet indelas i två huvudregioner. Den nordvästra delen domineras av Mongoliska Altaj (Mongol Altajn Nuruu), Changaj (Changajn Nuruu) och Gobi Altaj (Govi Altajn Nuruu). Här växlar landskapet mellan höga bergskedjor (som reser sig över 4 000 meter över havet) och vidsträckta områden med talrika saltsjöar. Stora grässtäpper används till betesmarker åt väldiga hjordar av nötkreatur och får, och här odlas även vete. I Altajs högländer i nordväst är bergssluttningarna täckta av barrskogar. Den andra huvudregionen omfattar landets södra delar. Den består av vågig halvöken och stäpp, som genomkorsas av sänkor med saltsjöar och saltträsk; i söder omfattar regionen även stora delar av den steniga Gobiöknen.
Även om fler invånare numera bor i städer eller tätorter än på landsbygden kan man ännu träffa på många nomader. Kreatursuppfödning (getter, får, jakar, kameler och hästar) är fortfarande stommen i det traditionella näringslivet. Det är också orsaken till att Mongoliet har flest antal kreatur per invånare i världen. Boskapsskötseln står för mer än två tredjedelar av landets totala produktion. Under den socialistiska perioden vidareutvecklades textil- och livsmedelsindustrin, och i samarbete med Sovjetunionen och Comecon/SEV (”Rådet för ömsesidigt ekonomiskt bistånd”) satsade man på exploateringen av mineraltillgångar som koppar, molybden och kol. Mongoliet är dessutom världens största leverantör av flusspat.
Numera har man stiftat nya lagar som ska reglera mineralutvinning, turism och ekonomisk planering. Mongoliet är fortfarande beroende av finansiellt bistånd från utlandet, eftersom bortfallet av det tidigare stödet från Sovjetunionen är mycket kännbart. Hittills har man dock inte lyckats hitta några finansiärer för att kunna påbörja utvinningen av de stora olje- och naturgasreserverna.

## Historia

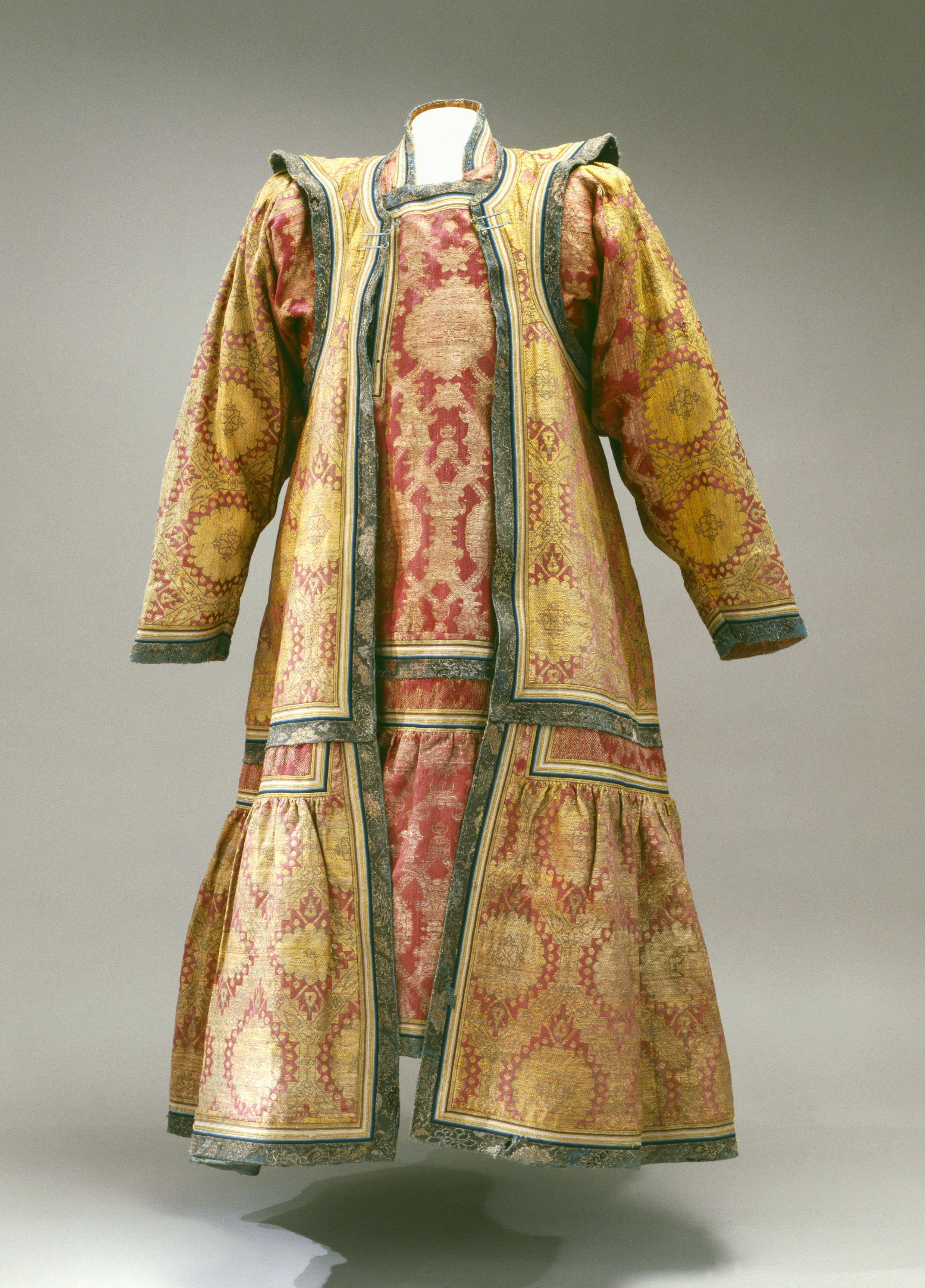
Västmongolisk dräkt från omkring år 1700 i Livrustkammaren.

Mongoliet befolkades av homo erectus för cirka 850 000 år sedan. Moderna människor kom till området först för ca 40 000 år sedan, under senpaleolitikum. Bofasta invånare kan ha föregått nomadkulturen men den senare kom att bli dominerande i området.
I början av 1200-talet erövrade mongolerna under Djingis khan och hans efterföljare stora delar av Centralasien, Persien och Kina. Mongolväldet var under sin blomstringstid historiens största imperium efter det brittiska imperiet. Det var dock relativt kortlivat som stormakt och splittrades snabbt. I det kinesiska högstadiets läroplan tonas mongolernas invasion av Kina ner, och perioden beskrivs mer som ett förenande mellan Mongoliet och Kina än som en erövring.
Mongoliet blev kinesiskt på 1600-talet men återfick sin självständighet i samband med den kinesiska revolutionen år 1911. Kineserna gick återigen in i landet år 1919, men de drevs ut av tsartrogna ryska styrkor 1921. Dessa drevs i sin tur ut av mongoliska kommunister understödda av den sovjetiska Röda armén samma år och Mongoliska folkrepubliken utropades år 1924. Ett vänskapsavtal mellan Mongoliet och Sovjetunionen skrevs under år 1936 och de redan existerande nära banden formaliserades. Under lång tid hade Sovjetunionen ett avgörande inflytande över landet och Mongoliet följde Sovjet i splittringen mellan den ryska och den kinesiska kommunismen runt år 1960. Då kalla kriget gick mot sitt slut upprättades dock diplomatiska förbindelser först med Kina 1986 och 1987 upprättades diplomatiska förbindelser även med USA.
Republikens förste ledare var Tjojbalsan som 1952 efterträddes av Tsedenbal.
Under 1990-talet ledde diplomatiska förhandlingar mellan Folkrepubliken Kina och Ryssland till en överenskommelse om att Ryssland skulle dra tillbaka samtliga av sina trupper från Mongoliet. 
I samband med den större öppenheten i Sovjetunionen under slutet av 1980-talet och efter omfattande demonstrationer av den mongoliska oppositionen i slutet av 1989 gick Mongoliets kommunistparti år 1990 med på att tillåta konkurrerande partier och 1992 infördes en demokratisk grundlag. I valen samma år vann kommunistpartiet (nu med namnet Mongoliska folkets revolutionära parti, MFRP) en jordskredsseger. Oppositionen, Demokratiska partiet, vann parlamentsvalet 1996, men efter fyra år av korruption, instabilitet och missväxt (en svår torka sommaren 1999 följdes av den kallaste vintern på 30 år) segrade MFRP i parlamentsvalet år 2000 där partiet fick hela 95 % av mandaten i parlamentet. Efter det senaste valet, den 27 juni 2004, tvingades kommunistpartiet bilda koalitionsregering med den demokratiska alliansen. MFRP lämnade dock koalitionen den 11 januari 2006 och den demokratiske premiärministern Tsachiagijn Elbegdordzj ersattes efter regeringskris av kommunistiske Mijeegombyn Enchbold som senare ersattes som premiärminister den 22 november 2007 av sin efterträdare som partiledare för MFRP, Sandzjaagijn Bajar.

## Geografi

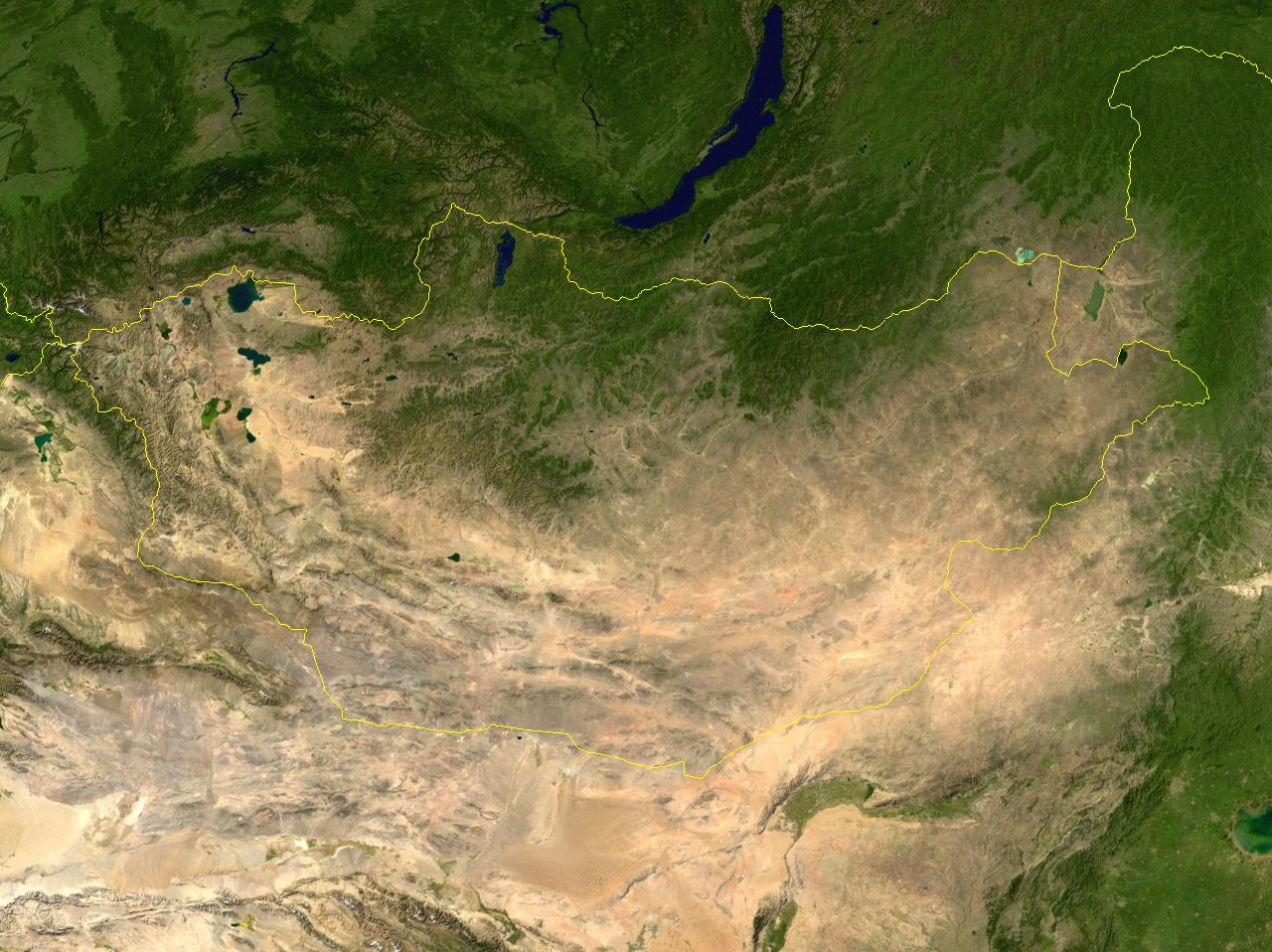
Satellitfoto över Mongoliet.

### Topografi och hydrografi
Mongoliet är världens näst största inlandsstat och består till det mesta av stäpplandskap. Det är ett av de högsta belägna länderna i världen och hälften av landytan ligger över 1400 meter över havet. Den högsta punkten ligger i de snötäckta mongoliska Altabergen och är 4374 meter över havet. Landets sydliga del täcks av Gobiöknen, där man under någon meter har funnit stora vattenreserver. 

### Klimat
Mongoliet har ett torrt, kontinentalt klimat med stora temperaturskillnader och liten nederbördsmängd. Landet har en varm sommar och en mycket kall vinter då medeltemperaturen kan vara så låg som -30 °C. Det regnar på sommaren åtminstone i norr och är mycket låg nederbörd på vintern. Det kan komma 500 mm per år i norr och mindre än 100 mm i söder (Gobiöknen). 

### Miljöproblem
Landets miljöproblem är förorening och erosion. En bristfällig miljövänlig industri och användningen av kolkraft har förorenat mycket av huvudstadens omgivning. Den okontrollerade gruvverksamheten använder ibland giftigt kvicksilver som också förorenar. Mongoliets vattenreserver är mycket begränsade och därför är vattenförorening ett allvarligt problem. Ökenspridning är också ett stort miljöproblem. Regeringen har börjat satsa på energisektorn för att landet inte ska vara beroende av rysk energi.

## Styre och politik

### Författning och styre
Mongoliet är en republik med en president som väljs för upp till två fyraårsperioder. Parlamentet (Statens stora Khural) har en kammare med 76 ledamöter som väljs vart fjärde år.

### Administrativ indelning
Förutom stadsdistriktet Ulan Bator (som har provinsiell status) har Mongoliet följande 21 provinser (ajmag) och provinshuvudstäder:
- Archangaj (Архангай); Tsetserleg (Цэцэрлэг)
- Bajanchongor (Баянхонгор); Bajanchongor (Баянхонгор)
- Bajan-Ölgij (Баян-Өлгий); Ölgii (Өлгий)
- Bulgan (Булган); Bulgan (Булган)
- Chentij (Хэнтий); Öndörchaan (Өндөрхаан)
- Chovd (Ховд); Chovd (Ховд)
- Chövsgöl (Хөвсгөл); Mörön (Мөрөн)
- Darchan-Uul (Дархан-Уул); Darchan (Дархан)
- Dornod (Дорнод); Tjojbalsan (Чойбалсан)
- Dornogobi (Дорноговь); Sajnsjand (Сайншанд)
- Dundgobi (Дундговь); Mandalgobi (Мандалговь)
- Dzavchan (Завхан); Uliastaj (Улиастай)
- Gobi-Altaj (Говь-Алтай); Altaj (Алтай)
- Gobi-Sümber (Говь-Сүмбэр); Tjojr (Чойр)
- Orchon (Орхон); Erdenet (Эрдэнэт)
- Ömnögobi (Өмнөговь); Dalandzadgad (Даланзадгад)
- Övörchangaj (Өвөрхангай); Arvajcheer (Арвайхээр)
- Selenga (Сэлэнгэ); Süchbaatar (Сүхбаатар)
- Süchbaatar (Сүхбаатар); Baruun-Urt (Баруун-Урт)
- Töv (Төв); Dzuunmod (Зуунмод)
- Uvs (Увс); Ulaangom (Улаангом)

### Politik
De två största partierna är Mongoliska folkets revolutionära parti (MFRP), det gamla kommunistpartiet, som behållit makten sedan demokratiseringen 1990 fram till 1996, och det demokratiska partiet som hade regeringsmakten 1996–2000 och ingick efter valet 2004 tillsammans med två mindre partier i den demokratiska alliansen i koalition med MFRP.
Den 11 januari 2006 lämnade MFRP koalitionen och regeringen under Tsachiagijn Elbegdordzj upplöstes. Den 25 januari 2006 lyckades MFRP bilda koalition med flera mindre partier och få Mijeegombyn Enchbold vald till regeringschef.

### Internationella relationer
Mongoliets utländska relationer har traditionellt fokuserat på sina två stora grannar, Ryssland och Kina. Mongoliet är ekonomiskt beroende av dessa länder; Kina tar emot 90 procent av Mongoliets export efter värde och står för 60 procent av sin utrikeshandel medan Ryssland levererar 90 procent av Mongoliets energibehov. Mongoliet har börjat söka positiva relationer med ett större antal andra nationer speciellt i kulturella och ekonomiska frågor, med inriktning på att uppmuntra utländska investeringar och handel. Landet är sedan 1997 medlem i Världshandelsorganisationen (WTO).

## Ekonomi och infrastruktur

### Näringsliv

#### Jord- och skogsbruk, fiske
Fram till 1990 var jordbruket och boskapsskötsel kollektiviserat, men efter övergången till marknadsekonomi privatiserades det mesta av boskapen. Boskapsskötseln och åkerbruket utgör en viktig del av sysselsättningen i Mongoliet, men är mycket beroende av väderförhållanden och kan fluktuera kraftigt. Boskapen varierade mellan 24 och 40 miljoner djur under 2000-talet, och efterfrågan på kashmirull har lett till en ökning av antalet getter. Åkerbruket har också påverkats negativt av övergången till marknadsekonomi, med kraftiga nedgångar i produktionen, och Mongoliet måste i början på 2020-talet importera spannmål.

#### Energi och råvaror
Landet är beroende av fossila bränslen för elproduktion, särskilt från kolkraftverk i större städer och dieselgeneratorer på landsbygden. Olja utvinns i liten skala, och en majoritet av olja och el importeras från Ryssland. 
Mongoliets ekonomiska tillväxt är starkt kopplad till gruvsektorn, som svarar för en stor del av exporten och utländska investeringar. De viktigaste råvarorna inkluderar koppar, molybden, guld, volfram och kol, med stora kopparfyndigheter i Erdenet. Mongoliet har också stora urantillgångar, och internationella företag söker investeringsmöjligheter för gruvdrift i dessa områden.

#### Industri
Under 1990-talet minskade industriproduktionen kraftigt, men tillverkningen av kläder och textilvaror har haft viss tillväxt. I början av 2020-talet var tillverkningsindustrin underutvecklad och mötte stora utmaningar, inklusive en outbildad arbetskraft, svag infrastruktur och begränsade investeringar. Industriproduktionen var i huvudsak baserad på inhemska råvaror från boskapsskötsel och åkerbruk. Viktiga industriella sektorer inkluderade produktion av matvaror, drycker, byggvaror, textil- och läderprodukter, samt en betydande kashmirullproduktion. Mongoliet var då en av världens största producenter av kashmirull och denna industri stod för en stor del av exportinkomsterna.

### Handel
Före 1990 var Mongoliets utrikeshandel nästan helt inriktad på socialistiska länder, där Sovjetunionen spelade en ledande roll. Efter Sovjetunionens upplösning började landet diversifiera sina handelsförbindelser, med Kina som den mest framträdande nya handelspartnern. Mongoliets import bestod huvudsakligen av bränslen, maskiner, transportutrustning, industrivaror och livsmedel, medan industriråvaror var av liten betydelse. Majoriteten av exporten går till Kina, och Ryssland är det näst största exportlandet. Från omkring 2005 började exportvärdet att öka avsevärt, drivet av de stigande kopparpriserna på världsmarknaden. Koppar, guld och andra mineraler utgör största delen av exporten. Även om exporten av industrivaror är relativt liten, har den ökat något varje år, särskilt för läder- och textilprodukter samt garn från landets boskapsuppfödning. Handelsbalansen har ofta varit negativ, och landets utlandsskuld har ökat kraftigt.

### Infrastruktur

#### Transporter
Mongoliet har begränsad infrastruktur, och dåliga vägar gör det svårt att transportera varor, särskilt på landsbygden. Försörjningen av kött och andra animaliska produkter kan därför ofta behöva ske genom självhushållning. Transportsektorn påverkas även av de stora avstånden och den svaga vägnätet.

#### Utbildning
Under den kommunistiska perioden gjordes betydande ansträngningar för att förbättra läskunnigheten, vilket underlättades av att många herdefamiljer bosatte sig i byar med tillgång till skolor. År 1995 var 83 procent av befolkningen över 15 år läskunnig, och år 2000 hade denna andel ökat till nästan 98 procent.
Skolplikten i landet omfattar 11 år, och ett ytterligare skolår är på väg att införas. Grund- och yrkesutbildningen är statligt styrd, men det finns även några privata yrkesskolor. För högre utbildning finns både statliga och privata institutioner. En del ungdomar väljer också att studera utomlands, särskilt i Ryssland. Det finns ett universitet och en teknisk högskola i Ulaanbaatar, båda med filialer i de största städerna i landets olika regioner.

## Befolkning

### Demografi

#### Minoriteter
Förutom en majoritet på 79 procent khalkha-mongoler bebos landet även av mindre grupper västmongoler/durbet (7 procent), kazaker (6 procent), dariganga-mongoler (2,5 procent), kineser, ryssar, tuviner, uzbeker, uigurer och tunguser.

### Språk
Mongoliska talas av runt 2,21 miljoner. Standarddialekten, som talas av en stor majoritet, är khalkha. Staten planerar att återställa det traditionella skriftsystemet senast år 2025.

### Religion

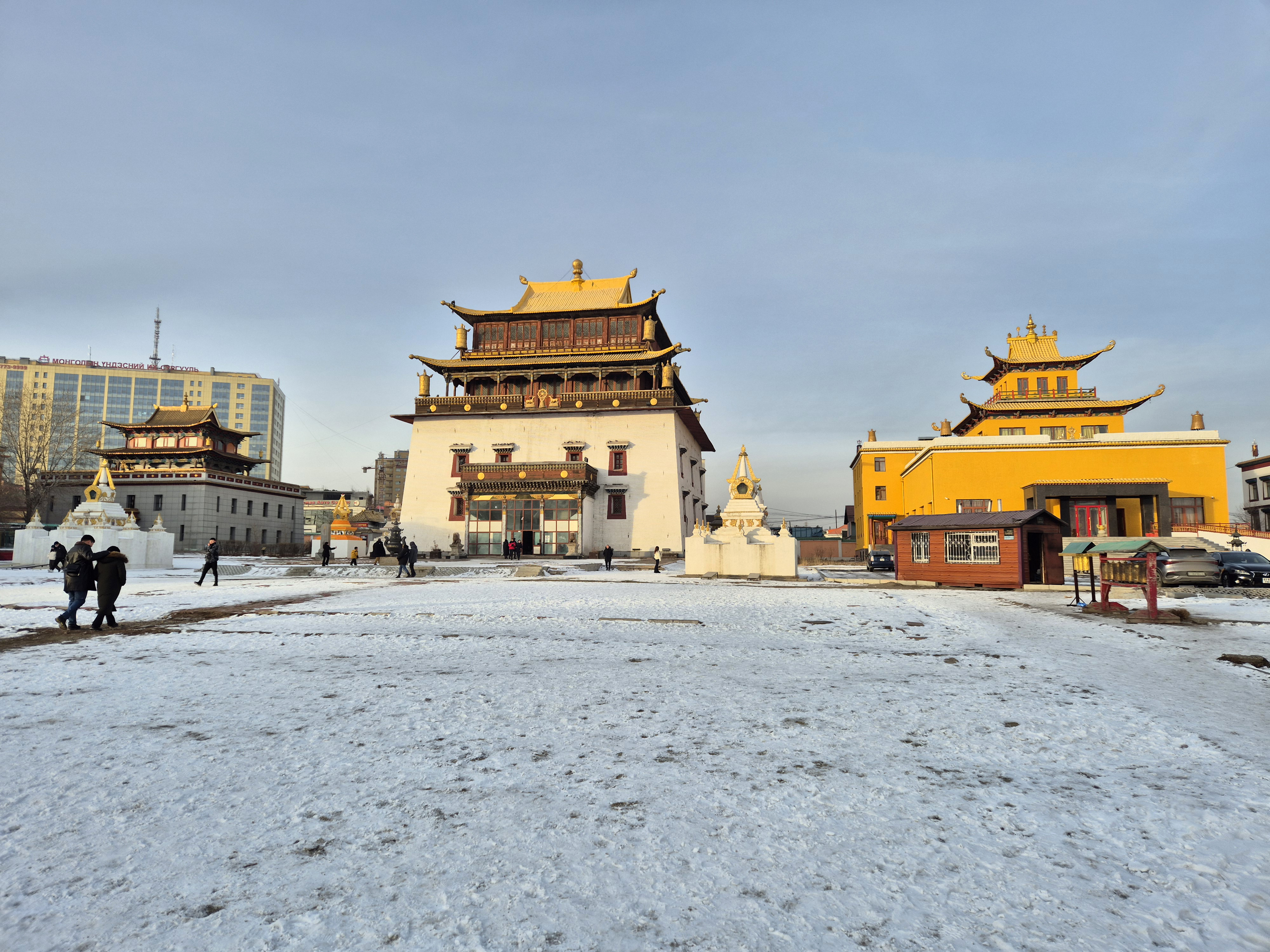
Buddhistkloster i Ulan Bator.

Den ursprungliga religionen i Mongoliet var animism och schamanism (som fortfarande praktiseras av 6 % av invånarna). Från 600-talet anlände kristna missioner från Österns apostoliska och katolska assyriska kyrka.
År 1578 införde mongolledaren Altan Khan, av politiska skäl, tibetansk buddhism som officiell religion i landet. Han gav deras ledare titeln Dalai Lama och inbjöd munkar ur gelugorden att sprida sin lära i landet. Den mongoliska aristokratin fortsatte, efter Khans död, att bygga munkkloster och fördriva shamanerna. 
All religion förbjöds under kommunisttiden 1921–1990. Tusentals munkar slogs ihjäl och de flesta klostren raserades. Under 1990-talet öppnades buddhistklostren igen och många människor sökte sig till religionen.
Idag är omkring 50 procent av befolkningen lamaister och 4 procent muslimer.
Efter kommunismens fall har fler än 60 000 människor anslutit sig till olika trossamfund som erkänner Bibeln som helig skrift.
Dit hör de romersk-katolska, lutherska och rysk-ortodoxa kyrkorna, presbyterianer, sjundedagsadventister, evangelikaler, mormoner och Jehovas vittnen.

## Internationella rankningar
| Organisation                                | Undersökning                   | Bedömning                                   | Rankning   |
| ------------------------------------------- | ------------------------------ | ------------------------------------------- | ---------- |
| Heritage Foundation/The Wall Street Journal | Ekonomisk frihet-index 2019    | 55,3 (Mostly unfree; 100 är bäst)           | 126 av 180 |
| Reportrar utan gränser                      | World Press Freedom Index 2019 | 29,51 (0 är bäst)                           | 70 av 180  |
| Transparency International                  | Korruptionsindex 2018          | 37 (0 är väldigt korrupt, 100 väldigt rent) | 92 av 180  |
| FN:s utvecklingsprogram                     | Human Development Index 2018   | 0,735 - High human development              | 92 av 189  |
| The Economist                               | Demokratiindex 2018            | 6,50 - Flawed democracy (10 är bäst)        | 62 av 167  |